# Giustizia parallela
Giustizia parallela (The Base 2: Guilty as Charged) è un film statunitense del 2000 diretto da Mark L. Lester. Il film è il sequel del film del 1999 La base sempre diretto da Mark L. Lester.

## Trama
Il colonnello Strauss è un ufficiale che non concede spazio alle mediazioni, ma non ha fatto i conti con il tenente John Murphy, alle prese di una missione sotto copertura per indagare su un tribunale militare con ha condannato alcuni soldati per frode.